# デイビッド・ヒル (ラグビー選手)
デイビッド・ヒル（David Hill、1978年7月31日 - ）は、ニュージーランドの元ラグビー選手。

## プロフィール
- ニュージーランド・ブレナム出身。
- ポジションはスタンドオフ(SO、センター(CTB)。
- 身長 188cm、体重 102kg
- ニュージーランド代表通算キャップ数は1。

## 略歴
マールボロボーイズ高校卒業後、ワイカト大学に入る。
マールボロ、サウスランド、ワイカト、チーフス、ブリストル・ラグビーを経て、2008年、東芝ブレイブルーパスに加入。同年9月6日に行われたジャパンラグビートップリーグ第1節のトヨタ自動車ヴェルブリッツ戦にて先発出場で日本での公式戦初出場を果たす。
2014年、東芝ブレイブルーパスを退団した。

## 受賞歴
- 2008-09MVP トップリーグベスト15
- 2009-10トップリーグベスト15